# No Place to Hide (film 1956)
No Place to Hide è un film del 1956 diretto da Josef Shaftel.
È un film drammatico a sfondo thriller e fantascientifico statunitense girato ed ambientato nelle Filippine con David Brian, Marsha Hunt e Hugh Corcoran. Segue la storia di un possibile contagio globale di un virus tra la popolazione locale.

## Produzione
Il film fu prodotto e diretto da Josef Shaftel su una sceneggiatura di Norman Corwin e un soggetto dello stesso Shaftel per la Allied Artists tramite la Josef Shaftel Productions e girato a Manila, nelle Filippine, da inizio novembre a fine dicembre 1954.

## Distribuzione
Il film fu distribuito negli Stati Uniti dal 28 agosto 1956 al cinema dalla Allied Artists.

## Critica
Secondo Fantafilm il film "è un modesto thriller dai risvolti drammatici, diretto e interpretato senza grande partecipazione, che si anima soltanto nella parte finale", anche se ha il merito di anticipare tematiche fantascientifiche che cominceranno a diffondersi al cinema solo con l'arrivo degli anni 80.

## Promozione
La tagline è: Two Small Boys Almost Wipe Out A City Through Innocent Play! .